# Athyreus vavini
Athyreus vavini là một loài bọ cánh cứng trong họ Geotrupidae. Loài này được Boucomont miêu tả khoa học năm 1902.